# Міжнародна конвенція про боротьбу з бомбовим тероризмом
Міжнаро́дна конве́нція про боротьбу́ з бо́мбовим терори́змом — юридично обов'язкова для держав-учасниць міжнародна угода, яка спрямована на сприяння кримінальному переслідуванню осіб, які вчинили або підозрюють у вчиненні бомбових терористичних актів, шляхом співпраці між поліцією та судами різних держав. Документ описує терористичні вибухи як незаконне та навмисне використання вибухових речовин у громадських місцях з наміром убити, поранити чи спричинити значні руйнування, щоб змусити уряд чи міжнародну організацію вчинити або утриматися від вчинення певних дій.